# Rose Wehrlé
Rose Wehrlé (10 de juliol de 1846, Belfort - † 29 d'abril de 1909, Baltimore) fou una religiosa i mística francesa, cofundadora de les Dominiques del Rosari Perpetu.

## Biografia
Rose Marie Wehrlé va néixer a Belfort, al nord-oest de França, al si d'una família catòlica. Des de petita va sentir el desig de consagrar la vida a Jesús. El 1865 ingressà al monestir de les Dominiques del Santíssim Rosari de Mauleon, al nord de França. Quan va conèixer el també dominic Damien-Marie Saintourens, va unir-se a ell en la fundació de les Monges Dominiques de Clausura del Rosari Perpetu. Rose feu la seva professió a la nova comunitat el 20 de maig del 1880, prenent el nom de Rose de Sainte Marie. Rose donà inici a la seva vida monacal al nou monestir de Calais, però en esclatar la persecució religiosa al país va haver de traslladar-se a Bèlgica.
Va dirigir la congregació de tal manera que es preocupà per l'expansió de l'institut. Fou gràcies a la seva feina que les dominiques del Rosari Perpetu varen establir-se als Estats Units i a Bèlgica. Ella mateixa estigué al capdavant de les noves fundacions. A més de la seva tasca apostòlica, la religiosa és coneguda per les seves experiències místiques. Ella mateixa narra de les seves trobades i visions en una autobiografia, encara inèdita.
Els últims anys de vida, la fundadora els passà com a missionera, a l'exili, a Baltimore. Va morir al convent que la seva congregació recentment hi havia fundat.